# José Martínez Fontes
José Martínez Fontes fue un militar español y gobernador del Paraguay desde 1761 hasta 1764. 
Gracias al vínculo amistoso que tenía con Pedro de Cevallos, fue designado por este como nuevo gobernador del Paraguay en reemplazo de Jaime Sanjust. Inició sus gestiones con su llegada a Asunción, el 2 de abril de 1761.
Comandó una expedición al Chaco para castigar a los indígenas tobas, quienes generaban desórdenes en la zona. Con esta expedición, ejecutó a los adultos mayores de la tribu con quien se encontraba y logró desalojar a los sobrevivientes de esa zona.
En 1762 y durante el desarrollo de la guerra contra Portugal, reforzó con 300 hombres el puesto militar de Ygatimí. Más tarde consiguió 200 hombres más de Pedro de Ceballos, proveyendo armas a una provincia muy necesitada de municiones.
Según los informes de varias autoridades políticas y eclesiásticas, retratan una fructífera actuación de Fontes en el gobierno. Sin embargo, hacia finales de su gobierno, se envuelve en una disputa contra el obispo de Asunción Manuel Antonio de la Torre, que en sus cartas dirigidas hacia el rey Carlos III de España, lo describe como un personaje despótico y lo hace protagonista de accionares crueles hacia los indígenas.
Estas acusaciones, si bien nunca fueron mostradas como ciertas, hizo que el monarca aprobara las propuestas del Consejo de buscar un sucesor para Fontes y solicitó nuevos informes desde la provincia. Sin embargo, estas propuestas quedaron sin efecto con la muerte del gobernador el 30 de noviembre de 1764.